# زیردریایی یو-۲۳۲۲
زیردریایی یو-۲۳۲۲ (به انگلیسی: German submarine U-2322) یک زیردریایی بود. این زیردریایی در سال ۱۹۴۴ ساخته شد.